# Cymbirhynchus affinis
Cymbirhynchus affinis, "irrawaddybrednäbb", är en fågelart i familjen praktbrednäbbar inom ordningen tättingar.

## Utbredning och systematik
Fågeln förekommer endast i västra och sydvästra Myanmar. Den betraktas oftast som underart till svartröd brednäbb (Cymbirhynchus macrorhynchos), men urskiljs som egen art av Birdlife International och Internationella naturvårdsunionen.

### Familjetillhörighet
Familjerna praktbrednäbbar (Eurylaimidae) och grönbrednäbbar (Calyptomenidae) behandlades tidigare som en och samma familj, Eurylaimidae, med det svenska trivialnamnet brednäbbar. Genetiska studier visar att de inte är varandras närmaste släktingar.

## Status
Den kategoriseras av IUCN som livskraftig.